# Siphunculina peraspera
Siphunculina peraspera är en tvåvingeart som beskrevs av Seguy 1957. Siphunculina peraspera ingår i släktet Siphunculina och familjen fritflugor.
Artens utbredningsområde är Kongo. Inga underarter finns listade i Catalogue of Life.